# De dood van Borromini
De dood van Borromini voor spreker en orkest is een compositie van de Italiaan Salvatore Sciarrino. De muziek van Sciarrino is moeilijk per genre in te delen; dit werk zou het best passen in de categorie requiem.
De componist putte inspiratie uit de laatste dag uit het leven van de architect Francesco Borromini. Borromini leed aan depressies en besloot op 2 augustus 1667 zelf een einde aan zijn leven te maken. De spreker leest het testament voor, dat de architect vlak voor zijn zelfdoding schreef; hij wierp zich op een zwaard. Sciarrino geeft niet de daden weer, maar de stemming en stemmingsschommelingen die Bottomini doormaakte tijdens zijn laatste levensuren. De eerste uitvoering van De dood was in de Teatro alla Scala in Milaan door het eigen orkest onder leiding van Riccardo Muti met Tino Carraro als spreker. De eerste uitvoering in de Weense Musikverein vond plaats op 31 oktober 2008 door Emilio Pomarico met het Radio-Symphonieorchester Wien.

## Orkestratie
- spreekstem
- 2 dwarsfluiten, 2 hobo's, 3 klarinetten, 2 fagotten;
- 4 hoorns, 2 trompetten, 4 trombones
- 10 man percussie, celesta
- 16 eerste violen, 16 tweede violen, 8 altviolen, 8 celli en 4 contrabassen.

## Muziek
Als bovenstaande 82 musici allemaal op het podium zitten valt er qua geluidssterkte nogal wat te verwachten. Zeker het uitgebreide arsenaal aan percussie-instrumenten is groot, als er tien man/vrouw voor nodig is. Klokken, sirene en buisklokken zijn de opvallendste instrumenten, maar op de achtergrond rommelt de grote trom als belangrijk instrument mee.
Al direct vanaf het begin hangt er een onheilspellende sfeer boven dit werk; het begint pianissisimo als een soort zware ademhaling met de grote trom en vrijwel direct begint de spreker met zijn declamatie. Na 1:45 komt de muziek op gang, waarbij de strijkinstrumenten beginnen aan een drone, die af en toe onderbroken, maar eigenlijk nooit weg, ongeveer 20 minuten aanhoudt. Rondom deze constant aanwezig toon / noot klinkt een wah-wahachtige toon, die als een soort thema dat 20 minuten meespeelt. Onheil wordt aangekondigd met de eerdergenoemde buisklokken. Steeds meer instrumenten spelen om de drone heen, maar alles speelt zich nog steeds af in het piano. De instrumenten geven daarbij niet hun gewone klank af, maar eerder een fluistering en flageolet. Eerst na een kwartier begint de compositie op stoom te komen, maar uiteindelijk duurt het tot de ongeveer 22e minuut dat de hel losbreekt. Een vol fortissimo wordt aangekondigd door een pianosterke glissando op de vioolstem. Alles en iedereen lijkt door elkaar heen te spelen; buisklokken worden afgeknepen waardoor deze vervormd klinken. Gedurende deze kakofonie is de drone afwezig, maar omdat hij al 20 minuten heeft geklonken, blijft hij "in het hoofd" meeklinken. Uiteindelijk sterft het eendelige werk in pianississimo weg, nadat de spreker zijn laatste woord (ferita) heeft uitgesproken.